# Extrapolaciones y dos preguntas (1989-2000)
Extrapolaciones y dos preguntas (1989-2000) es el decimotercer álbum de estudio del grupo Fangoria. Fue lanzado el 15 de febrero de 2019 bajo la distribución de DRO y Warner Music México, con motivo del 30.º aniversario de la formación del grupo. En noviembre le sucedió la secuela Extrapolaciones y dos respuestas (2001-2019). El álbum fue grabado en los estudios Milkyway, Ground Control Studios (Londres) y Studios 54. La producción estuvo a cargo de Juan Sueiro y Guille Milkyway, mientras que las mezclas fueron realizadas por Jon Klein. El disco incluyó un total de 15 canciones, de las cuales 13 fueron versiones y 2 canciones fueron inéditas.
Para su promoción, fueron lanzados como sencillos «¿De qué me culpas?», que contó con un videoclip dirigido por Juan Gatti, quien también se ocupó del diseño gráfico del álbum, «¿Quién te has creído que soy?» y «Historias de amor», una versión del grupo OBK.

## Antecedentes y desarrollo
La idea de realizar un álbum de versiones fue un proyecto largamente acariciado por Fangoria. Según explicaron Alaska y Nacho Canut, el concepto se inspiró en Pin Ups, el disco de versiones que David Bowie publicó en 1973, y que influyó profundamente en ellos durante su adolescencia. Alaska señaló que este tipo de trabajos, donde se reinterpretan canciones ajenas que marcaron una época personal o colectiva, quedó grabado en su «ADN musical», y que siempre habían querido rendir homenaje a ese formato. Durante la planificación de su nuevo trabajo discográfico, Fangoria consideró distintas posibilidades conceptuales, desde colaborar con un único productor hasta ideas más arriesgadas que finalmente descartaron por poco viables. Uno de estos conceptos surgió durante un vuelo entre Madrid y Las Palmas, pero fue abandonado al aterrizar por considerarse demasiado fantasioso. Fue en ese proceso cuando el dúo tomó conciencia de que el lanzamiento del álbum coincidiría con el 30.º aniversario de su formación, lo que los llevó a decidir celebrarlo de forma especial.
Así nació el concepto de grabar 30 canciones para conmemorar sus 30 años de trayectoria. Debido a la extensión, el proyecto se dividió en dos volúmenes. Esta estructura también les permitió evitar la obligación habitual de grabar nuevos temas para las reediciones posteriores, que suelen publicarse durante las giras, un momento en que les resulta difícil encontrar tiempo para volver al estudio. A pesar de que el disco consistía principalmente en versiones, el dúo consideró inadecuado escoger una de ellas como sencillo promocional, ya que eso implicaría dejar fuera a las demás. Como solución, decidieron incluir cuatro canciones inéditas —dos en cada volumen— que actuarían como sencillos. De forma casual, los títulos de las dos primeras resultaron ser preguntas, lo que motivó que las dos siguientes fueran escritas como respuestas, dando lugar al título conceptual de ambos volúmenes: dos preguntas en el primero y dos respuestas en el segundo.
Para la selección de las versiones, Fangoria se impuso una única condición: que fueran canciones de artistas españoles publicadas entre 1989 (año de formación del dúo) y 2000. Las piezas escogidas, según sus palabras, habían «sufrido una extrapolación», al haber sido extraídas de su contexto original y reinterpretadas desde una nueva perspectiva, pero mantenían su valor como parte fundamental de la banda sonora personal del grupo. El objetivo de Extrapolaciones y dos preguntas (1989-2000) fue reunir canciones de otros artistas que no solo admiraban, sino que también los habían acompañado emocionalmente a lo largo del tiempo. Por su parte, Nacho Canut destacó el valor divulgativo del álbum, al considerar que podía servir para acercar estos temas a nuevas generaciones de oyentes. Muchas de las canciones seleccionadas fueron originalmente lanzadas en las décadas de 1980 y 1990, y pertenecen a artistas y sellos que podrían ser desconocidos para parte del público más joven, como Family, Corcobado o los grupos del sello Spicnic.

## Recepción

### Comentarios de la crítica
El crítico Sebas E. Alonso, de Jenesaispop, otorgó cuatro estrellas de diez a Extrapolaciones y dos preguntas 1989–2000, señalando un error de comunicación al generar expectativas sin aclarar que sería un disco de versiones. Aunque valoró la intención de rendir homenaje a artistas del indie español, criticó la producción por su falta de coherencia y algunas interpretaciones vocales por sonar forzadas. Destacó positivamente los temas inéditos «¿De qué me culpas?» y «¿Quién te has creído que soy?», así como algunas producciones de Juan Sueiro, pero consideró que el álbum representaba un paso atrás respecto a trabajos anteriores del dúo.
Pablo Tocino, de Mondosonoro, lo calificó con seis estrellas de diez, señalando que la recepción de Extrapolaciones y dos preguntas fue polarizada, con opiniones divididas tanto sobre las versiones como sobre los temas inéditos. Consideró que la secuela Extrapolaciones y dos respuestas (2001-2019), fue superior. Sin embargo, criticó que la mayoría de las versiones resultaban poco memorables. En general, valoró el álbum como un experimento con cierto atractivo para los seguidores más fieles del grupo.
Por otro lado, Toño Martín, de Muzikalia, valoró Extrapolaciones y dos preguntas como un disco de transición con el que Fangoria celebró sus 30 años de carrera. Aunque destacó algunos momentos acertados, como las versiones de «Voilá» de Alpino o «Llorando por ti» de Ku Minerva, consideró que el álbum carecía de fuerza general y que muchas reinterpretaciones perdían la esencia de los originales. Criticó la repetición de estructuras y fórmulas en la producción, señalando que, pese a su falta de impacto como obra de estudio, el disco funcionaría mejor en directo gracias a su tono festivo.

## Lista de canciones
| N.º | Canción                                       | Duración | Versión de...    |
| --- | --------------------------------------------- | -------- | ---------------- |
| 1   | Historias de amor                             | 4:41     | OBK              |
| 2   | Dame estrellas o limones                      | 2:38     | Family           |
| 3   | ¿Qué sería de mí sin ti?                      | 4:03     | Carlos Berlanga  |
| 4   | Llorando por ti                               | 6:58     | Ku Minerva       |
| 5   | Metaluna                                      | 3:37     | Parade           |
| 6   | La banda sonora de una parte de mi vida       | 4:19     | Los Sencillos    |
| 7   | Tormenta en la mañana de la vida              | 3:43     | La buena vida    |
| 8   | Coches de choque                              | 3:40     | Javier Corcobado |
| 9   | Solo para ti                                  | 3:42     | Killer Barbies   |
| 10  | Gritando amor                                 | 4:11     | McNamara         |
| 11  | Diferentes                                    | 4:30     | Ellos            |
| 12  | Santos que yo te pinte                        | 4:31     | Los Planetas     |
| 13  | Voilà                                         | 3:21     | Alpino           |
| 14  | ¿Quién te has creído que soy?                 | 3:52     | Fangoria         |
| 15  | ¿De qué me culpas? (con Ms Nina y King Jedet) | 4:36     | Fangoria         |

- Datos: Q97125269